# Ivan Arnejc
Ivan (tudi Janko) Arnejc, slovenski filolog, * 7. februar 1876,                         Zgornje Goriče (včasih Zvrhnje Goriče; nem. Gorintschach) Koroška, † 16. oktober 1936, Ljubljana.
Arnejc je gimnazijo obiskoval v Beljaku, univerzo v Gradcu, kjer je leta 1904 doktoriral iz filologije. Služboval je na I. državni gimnnaziji v Gradcu (1903), gimnaziji v Celovcu (1904–1906), na Ljubnem, v gimnaziji v Mariboru, v bivšem šolskem ministrstvu na Dunaju, bil od 1919 do 1924 vodja krajevne zaloge šolskih knjig in učil v Ljubljani, obenem je bil od 1922 profesor na 3. državni gimnaziji v Ljubljani, od leta 1933 do smrti pa je bil tudi honorarni predavatelj klasične filologije na ljubljanski univerzi.
Arnejc je med drugim objavil v izvestjih mariborske gimnazije: De origine et vi vocis »tamen« (1909); Indogermanski aorist s posebnim ozirom na grščino (1911); Doneski k zgodovini grške elegije (1910). Bil urednik Mira (1905), soustanovitelj in član mariborske Straže, soustanovitelj in odbornik Podpornega društva za koroške dijake v Celovcu, član Gosposvetskega zvona in član Udruženja koroških Slovencev v Ljubljani.